# Sint-Joriskerk (Otterfing)
De Sint-Joriskerk (Duits: St. Georg) is de rooms-katholieke parochiekerk van de in de Duitse deelstaat Beieren gelegen plaats Otterfing.

## Het gebouw
Het kerkgebouw werd uiterlijk rond 1530 in laatgotische stijl gebouwd. Bij restauratiewerkzaamheden in het jaar 1892 vond men echter aanwijzingen dat de kerk al tegen het einde van de 15e eeuw moet zijn ontstaan. De bouw van de toren volgde in 1584 naar het ontwerp van de Beierse hofbouwmeester Friedrich Sustris

## Inrichting
Het hoogaltaar is in de stijl van de barok uitgevoerd en wordt toegeschreven aan de uit Dietramszell afkomstige beeldhouwer Kaspar Niederreiter. Als ontwerp diende blijkbaar een tekening van Friedrich Sustris, want het altaar vertoont duidelijke gelijkenissen met het hoofdaltaar van de Sint-Michaëlkerk te München. In de 18e eeuw werd de kerk verrijkt met twee zijaltaren. Het rechter zijaltaar heeft als centrale figuur de heilige Sebastiaan, het rechter zij altaar een gotisch beeld van Maria.

## Herdenkingskapel
Aan de zuidelijke ingang naar het kerk werd in 1922 een herdenkingskapel voor de gevallen soldaten opgericht. In de kapel bevindt zich een koperreliëf van een uit München afkomstige kunstsmid. De kapel werd op 17 november 1922 ingewijd.